# یتا اهو
یَتا اَهو (اوستایی: 𐬫𐬀𐬚𐬁 𐬀𐬵𐬏 𐬬𐬀𐬌𐬭𐬌𐬌𐬋 = یَثا اَهو وَئیریو، پارسی میانه :اَهونَوَر) نام یکی از سرودهای نمازگونهٔ گاتایی است که در یسنا، هات ۲۷، بند ۱۳ اوستا آمده است. نام اهونور از نخستین بند آن «یثا اهو وئیریو» گرفته شده است. این سرود از برجسته‌ترین آموزش‌های زرتشت است گرچه پژوهشگران دربرداشت درست و تیزنگرانه درآن همداستان نیستند.
𐬫𐬀𐬚𐬁. 𐬀𐬵𐬏. 𐬬𐬀𐬌𐬭𐬌𐬌𐬋. 𐬀𐬚𐬁. 𐬭𐬀𐬙𐬎𐬱. 𐬀𐬴𐬁𐬝𐬗𐬍𐬝. 𐬵𐬀𐬗𐬁.
𐬬𐬀𐬢𐬵𐬇𐬎𐬱. 𐬛𐬀𐬰𐬛𐬁. 𐬨𐬀𐬥𐬀𐬢𐬵𐬋. 𐬳𐬌𐬌𐬀𐬊𐬚𐬀𐬥𐬀𐬥𐬅𐬨. 𐬀𐬢𐬵𐬇𐬎𐬱. 𐬨𐬀𐬰𐬛𐬁𐬌. 
𐬑𐬴𐬀𐬚𐬭𐬆𐬨𐬗𐬁. 𐬀𐬵𐬎𐬭𐬁𐬌. 𐬁. 𐬫𐬌𐬨. 𐬛𐬭𐬌𐬔𐬎𐬠𐬌𐬌𐬋. 𐬛𐬀𐬛𐬀𐬝. 𐬬𐬁𐬯𐬙𐬁𐬭𐬆𐬨. 𐬿

ترجمهٔ یَتا اَهو:
همانگونه که سردار دنیوی، (فرمانروا، شاه) به ارادهٔ خود (فرمانروایی می‌کند) به همان گونه نیز یک رد یا رهبر روحانی در پرتو راستی و پاکی نیرومند است. بخشش اندیشهٔ نیک بهرهٔ کسی است که کار را به نام و به خواست مزدا انجام دهد. نیروی خدایی و کشور اهورایی از آن کسی است که درویشان را دستگیری کند (درویشان را دانش بیاموزد).
سه دعا یا نماز یتا اَهو، اَشِم وُهو و یِنگهِه هاتام از نمازهای معروف اوستا به‌شمار می‌آیند که در اوستای کنونی در یسنا، هات ۲۷، به ترتیب بند ۱۳، ۱۴ و ۱۵ قرار دارند. «بغان یشت» نیز که در بردارندهٔ سه یسنای ۱۹، ۲۰ و ۲۱ اوستاست، کهن‌ترین تفسیری است که به زبان اوستایی از سه دعای مهم زرتشتی برجای مانده است. همچنین راجع به آن در فصل نخست سروش یشت هادخت آمده است.